# Когінов Юрій Іванович
Юрій Іванович Когінов (нар. 30 вересня 1924, місто Бежиця, тепер у складі Брянська — 8 травня 2000, Москва) — російський журналіст, письменник. Автор романів про видатних історичних особистостей, зокрема про Федора Тютчева («Віща душа», «Пристасть таємна»). Лауреат Всеросійської премії імені Федора Тютчева (1999).
Навчався в Петрозаводському університеті. Працював власним кореспондентом газет «Комсомольская правда», «Советская Россия», спеціальним кореспондентом газети «Правда».